# Coucou fugitif
Hierococcyx fugax
Espèce
Synonymes
- Cuculus fugax

Statut de conservation UICN

 LC  : Préoccupation mineure
Le Coucou fugitif (Hierococcyx fugax) est une espèce de coucous, oiseaux de la famille des Cuculidae.
C'est un taxon monotypique (non subdivisé en sous-espèces) autrefois classé dans le genre Cuculus. Au sens large, il a été divisé en 4 espèces : Hierococcyx fugax, Hierococcyx hyperythrus, Hierococcyx pectoralis et Hierococcyx nisicolor.

## Répartition
Son aire s'étend à travers l'Insulinde.